# Folwark (województwo śląskie)
Folwark – osada  w Polsce położona w województwie śląskim, w powiecie raciborskim, w gminie Rudnik.
W latach 1975–1998 miejscowość administracyjnie należała do województwa katowickiego.